# 東海孝之助
東海 孝之助（とうかい こうのすけ、1988年7月7日 - ）は、日本の元子役、元俳優。東京都出身。元劇団ひまわり、スターダストプロモーション所属。特技はサッカー、野球、日本舞踊。

## 出演

### テレビドラマ
- 家政婦は見た!（1997年） - 田辺亮太 役
- サントリーミステリー大賞「心室細動」（1998年11月14日、朝日放送） - 大江哲生（少年期） 役
- NHK朝の連続テレビ小説「すずらん」（1999年、NHK） - 日高光太郎（少年期） 役
- 花王 愛の劇場「はれ時々くもり」（1999年4月 - 6月、TBS） - 中沢将太 役
- 水曜ドラマ「平成夫婦茶碗〜ドケチの花道〜」（2000年1月 - 3月、日本テレビ） - 成田ハジメ 役
- はみだし刑事情熱系 PART 4 第15話（2000年1月26日、テレビ朝日） - 永井淳 役
- 金曜ドラマ「QUIZ」（2000年4月 - 6月、TBS） - 菅井芳貴 役
- 花村大介　第8話（2000年8月22日、関西テレビ） - 坂上昇 役
- 大河ドラマ「北条時宗」（2001年、NHK） - 北条時輔 役
- ドラマ愛の詩 スペシャル「キテレツ」（2002年1月1日、NHK教育テレビ） - トンガリ 役
- 池袋ウエストゲートパーク スープの回（2003年3月28日、TBS） - 中学生 役
- 貫太ですッ!（2003年6月 - 9月、東海テレビ/フジテレビ系） - 進藤周 役

### ラジオドラマ
- ウルトラQ倶楽部（2003年）

### 映画
- アンドロメディア（1998年7月） - バスの中の少年 役
- モスラ３　「キングギドラの来襲」（1998年12月） - 声
- スペーストラベラーズ（2000年4月） - 少年A 役
- ウルトラシリーズ - 春野ムサシ 役
  - ウルトラマンコスモス THE FIRST CONTACT（2001年7月）
  - ウルトラマンコスモス2 THE BLUE PLANET ムサシ(13才)少年編（2002年9月）
  - ウルトラマンコスモスVSウルトラマンジャスティス THE FINAL BATTLE（2003年8月・ライブラリー出演）

### 舞台
- 宮沢賢治（1996年8月 、劇団ひまわり） - 少年 役
- コルチャック先生（1997年8月 、劇団ひまわり） - ミエテク 役
- スクルージ（1997年12月 、劇団ひまわり） - エビィ・聖歌隊・金持ち息子 役
- スケリグ〜肩胛骨は翼のなごり〜（2005年12月15日 - 28日、スフィアメックス） - マイケル 役
- スケリグ〜肩胛骨は翼のなごり〜 再演（2006年3月、スフィアメックス） - マイケル 役